# Centrum Sztuki Mościce
Centrum Sztuki Mościce (CSM) – samorządowa instytucja kultury województwa małopolskiego, działająca w Tarnowie na terenie osiedla Mościce
Placówka zajmuje się prowadzeniem działalności kulturalnej m.in. poprzez ochronę, kultywowanie, pomnażanie i promocję dziedzictwa Małopolski, inspirowanie aktywnych form udziału w kulturze wśród społeczności lokalnej i mieszkańców regionu, edukację kulturalną oraz działalność wystawienniczą, wydawniczą z zakresu kultury, sztuki i historii regionu.

## Historia

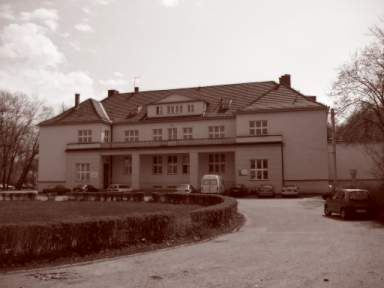
W tym budynku mieściła się świetlica i dom kultury w latach 1947-1971

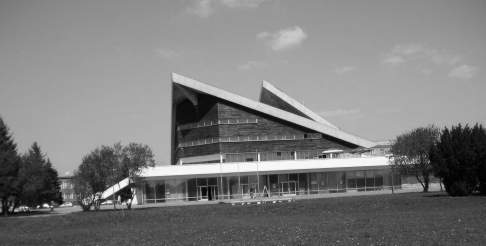
Siedziba instytucji od 1971 r. (widok na południową stronę)

Prekursorką najważniejszej mościckiej instytucji kultury była świetlica fabryczna przy PFZA w Mościcach, powstała na początku lat 30. XX wieku. Przeznaczona była dla pracowników i ich rodzin, mieściła się w baraku na terenie, gdzie ulokowano pętlę autobusów miejskich.
Po niemieckiej okupacji ziem polskich za początek wznowienia działalności można uznać ponowne otwarcie świetlicy zakładowej, które nastąpiło 15 listopada 1947 roku w budynku zwanym Nowym Kasynem. Budynek, zwany początkowo kasynem urzędniczym, na początku mieścił gastronomię, wspomagającą funkcjonowanie sąsiednich dwóch hoteli dla kawalerów. Wzniesiono go w latach 1936–1938. Świetlica dysponowała tam ośmioma salami o różnej powierzchni i przeznaczeniu.
W 1956 roku świetlica została nazwana Domem Kultury Zakładów Azotowych im. Feliksa Dzierżyńskiego w Tarnowie. Wraz z rozszerzającą się działalnością pojawiła się potrzeba wzniesienia jeszcze większego budynku, który umożliwiłby organizację różnych wydarzeń. Budowę rozpoczęto w 1956, ale szybko ją przerwano. Prace wznowiono w 1965. W okresie 1956–1991 dyrektorem ZDK był Jerzy Szawica, który współpracował z wicedyrektorem Józefem Seremetem (Po powołaniu w 1991 Mościckiej Fundacji Kultury weszli w skład Rady MFK). Budowa przy skrzyżowaniu ulic Traugutta i Czerwonych Klonów trwała do 2 czerwca 1971 roku, kiedy to przy okazji Dnia Chemika do użytku został oddany modernistyczny budynek. Konstrukcja jest projektem Zbigniewa S. Bielaka, Bogumiła Zaufala, Bronisława Stefanika i Stanisława Karpiela. Niektórzy uważali, że bryła, nawiązująca kształtem do gór, nie nadaje się na teren równin.
Koszt inwestycji wyniósł 37 mln złotych. Wykonawcą głównym był Samodzielny Oddział Wykonawstwa Inwestycyjnego Zakładów Azotowych (SOWI ZA), a podwykonawcami m.in. Instal, Chemobudowa. Powierzchnia użytkowa to około 3800 m², salę widowiskowo-kinową zaprojektowano dla 630 widzów, a kawiarnię dla 120 konsumentów. W rozległym budynku lepsze warunki do pracy znalazły m.in. zakładowa biblioteka (z czasem stała się filią Miejskiej Biblioteki Publicznej), Zespół Pieśni i Tańca z kapelą. Nową siedzibę znalazło tu Społeczne Ognisko Muzyczne (istniejące od 1953), powstał Klub Krótkofalowców „Chemik”, nową siedzibę otrzymał tarnowski Oddział Polskiego Związku Krótkofalowców. W marcu 1974 zaczęło działać kino „Kosmos”, którego nazwę wybrano w plebiscycie przeprowadzonym w 1971.
Po transformacji ustrojowej w Polsce w 1989 roku, Zakłady Azotowe przeszły proces restrukturyzacji, co wpłynęło również na działalność Zakładowego Domu Kultury. W latach 90. instytucja musiała dostosować się do nowych realiów ekonomicznych i społecznych. W wyniku zmian własnościowych i organizacyjnych, Zakładowy Dom Kultury przekształcono w Mościcką Fundację Kultury.
W 2006 r. decyzją Samorządu Województwa Małopolskiego o stworzeniu na bazie Mościckiej Fundacji Kultury nowej samorządowej instytucji kultury powstało Mościckie Centrum Kultury. W tym okresie przeprowadzono szereg modernizacji, które miały na celu poprawić infrastrukturę i zwiększyć komfort uczestników wydarzeń. Podjęto decyzję o modernizacji budynku i przeprowadzono ją w latach 2008–2011, m.in. dzięki funduszom Unii Europejskiej w ramach Małopolskiego Regionalnego Programu Operacyjnego.
2 marca 2012 roku instytucję przemianowano na Centrum Sztuki Mościce.
Centrum Sztuki Mościce wydaje Magazyn Kultury „Wena”, podsumowujący i zapowiadający najważniejsze wydarzenia odbywające się w instytucji.

## Infrastruktura

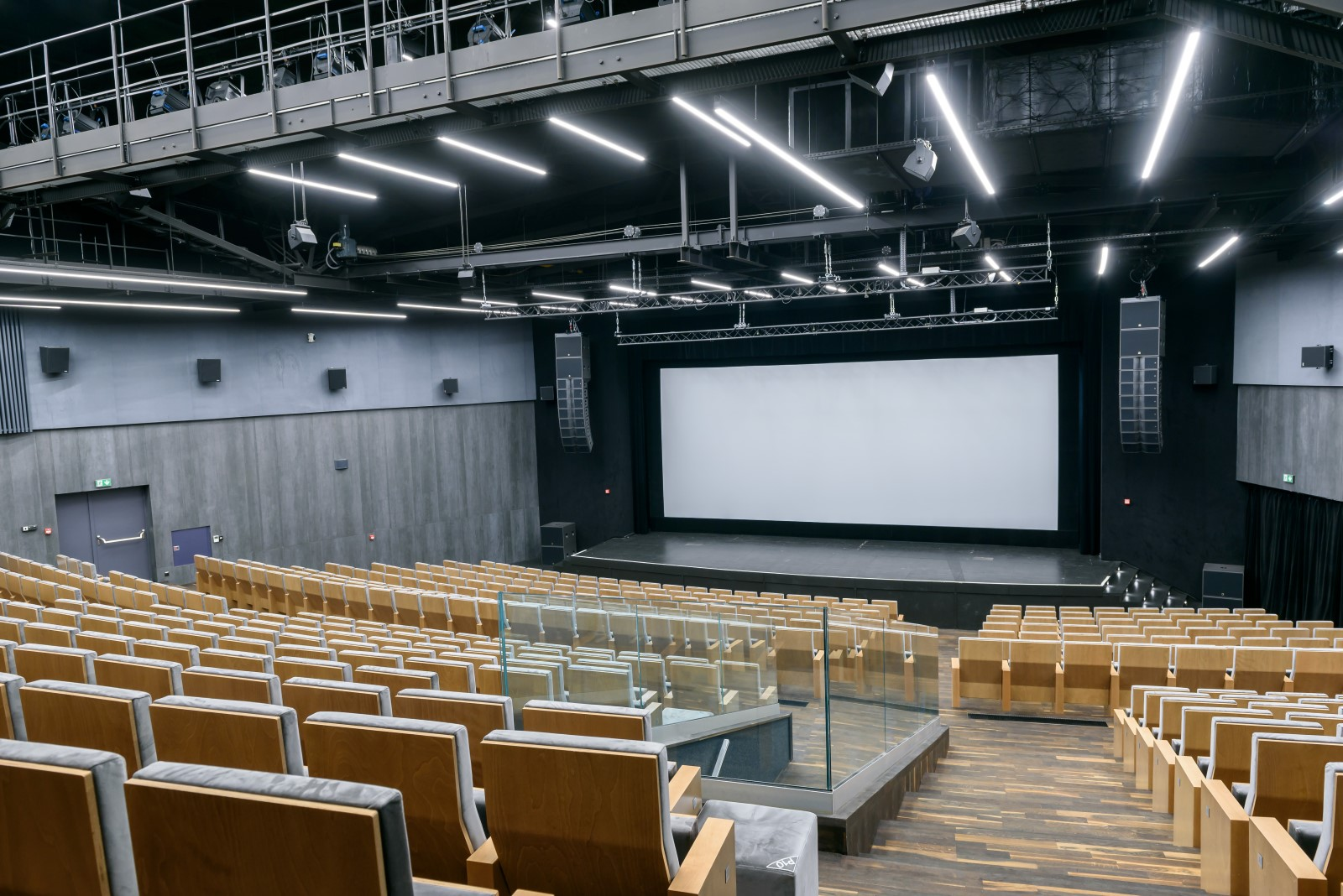
Sala Widowiskowa w Centrum Sztuki Mościce

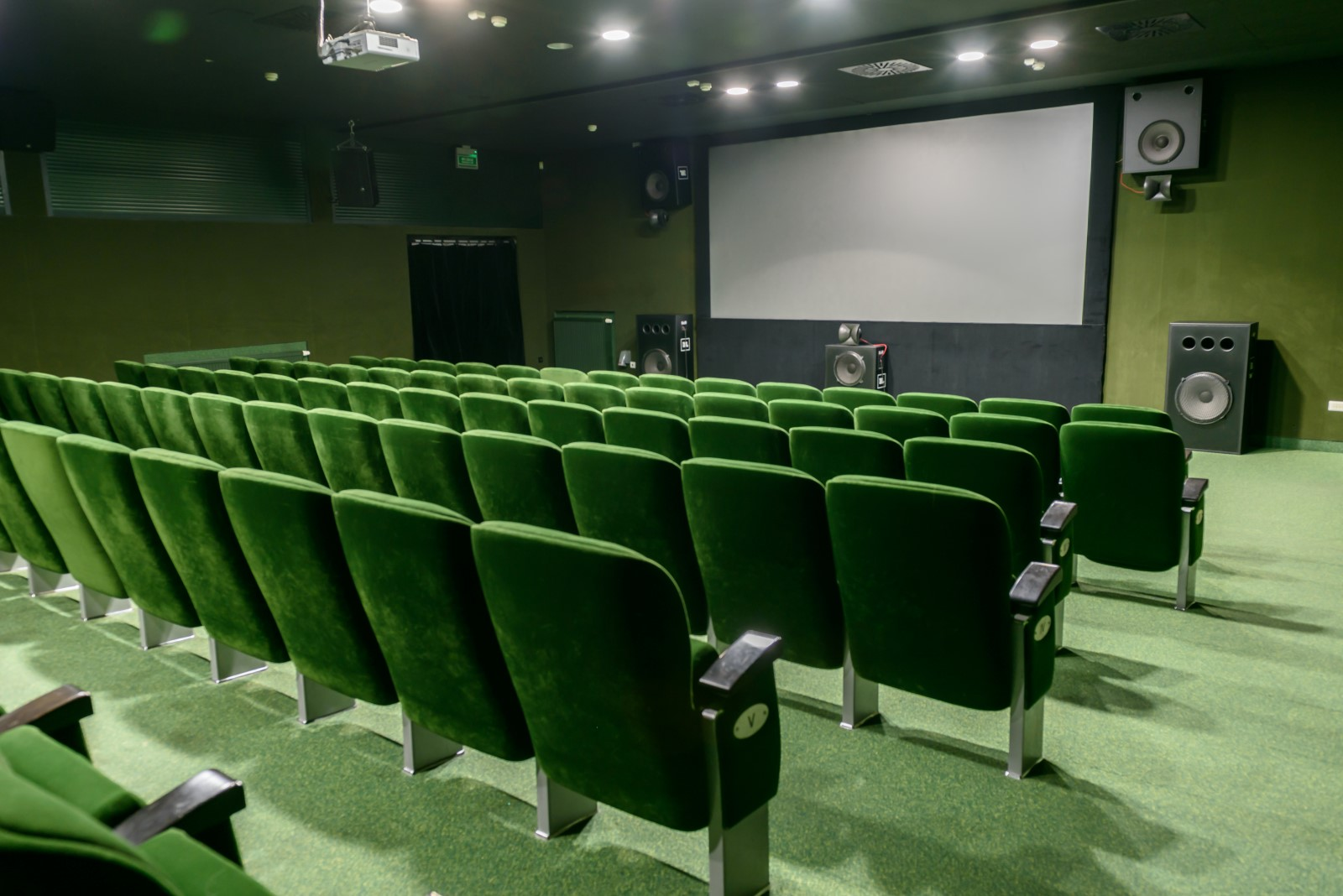
Sala Kameralna w Centrum Sztuki Mościce

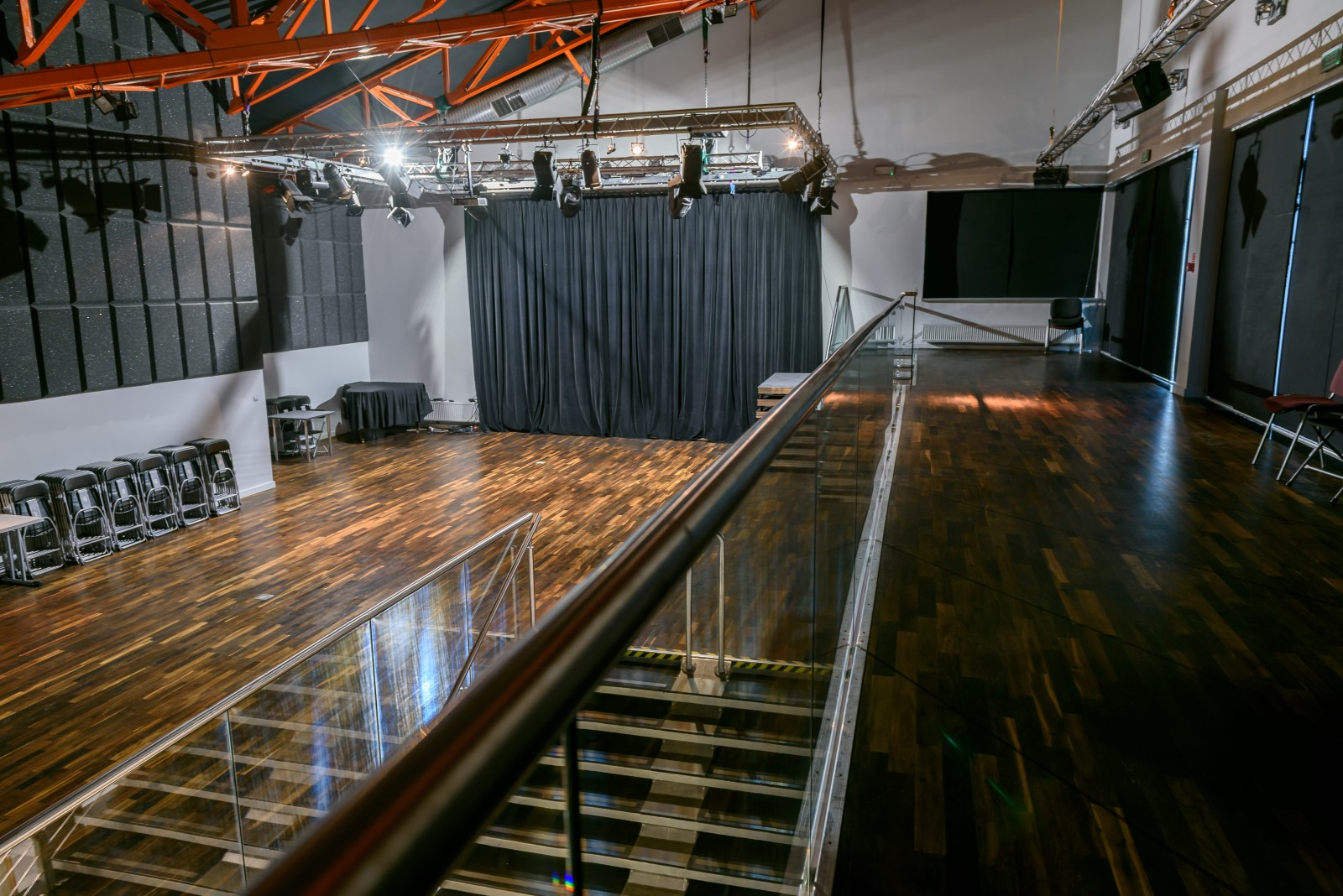
Antresola w Centrum Sztuki Mościce, na początku mieściła kawiarnię.

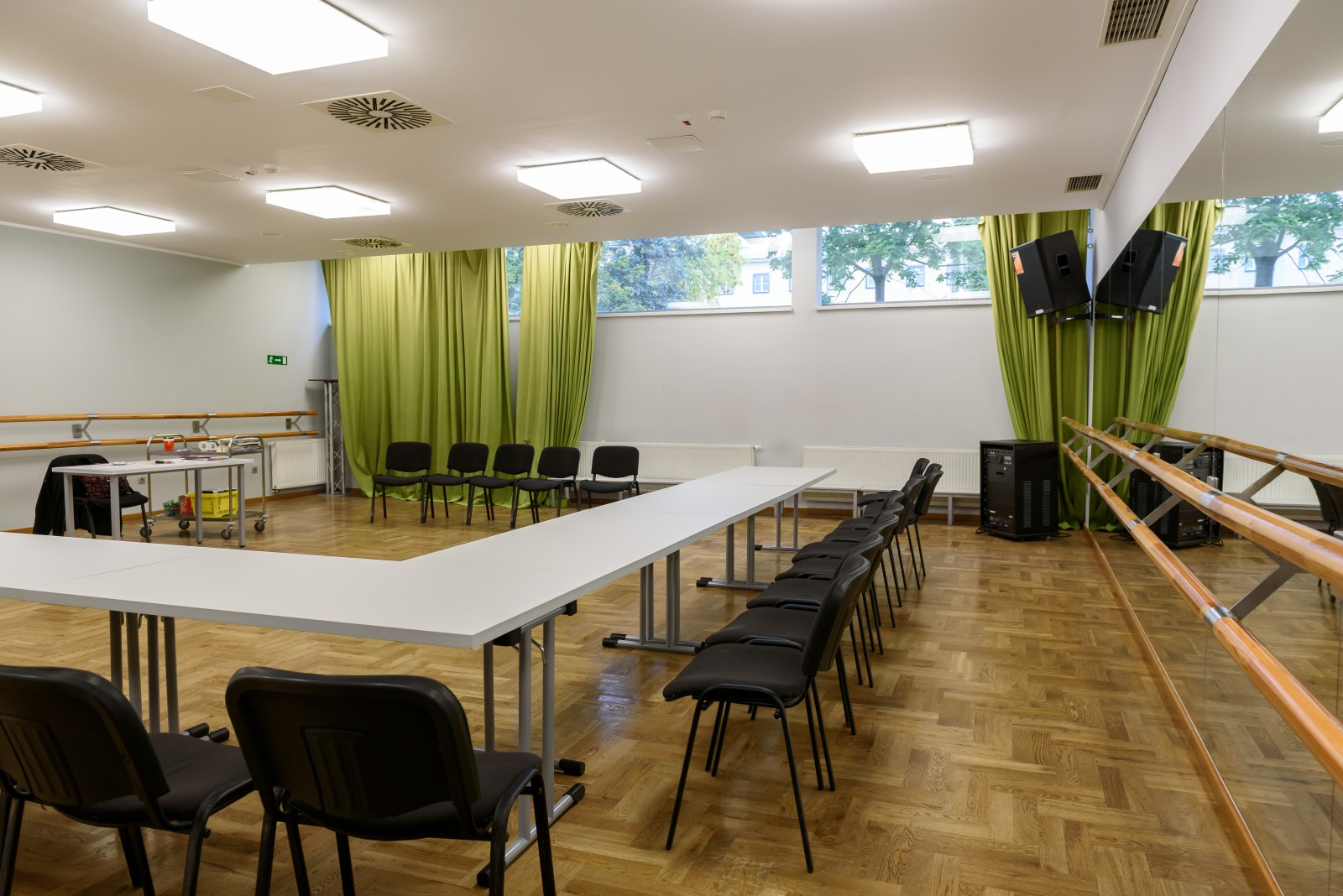
Sala Baletowa w Centrum Sztuki Mościce

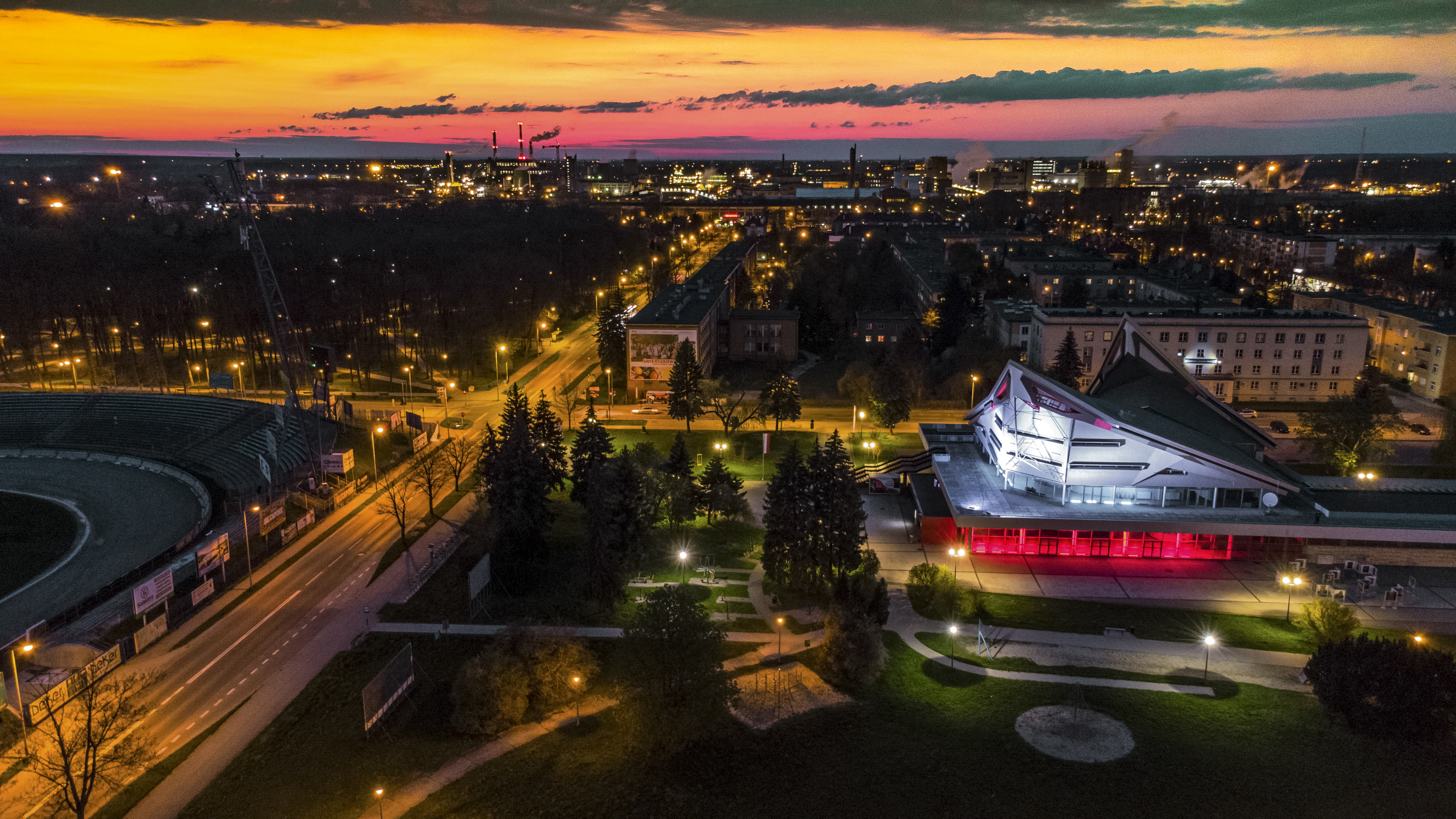
Widok na budynek Centrum Sztuki Mościce od strony południowej. W tle osiedle przyfabryczne, park i Zakłady Azotowe. Po lewej fragment stadionu piłkarsko-żużlowego „Jaskółcze gniazdo”.

Centrum Sztuki Mościce jest jednym z elementów miasteczka kulturalno-sportowego, w którego skład wchodzą m.in. stadion żużlowy „Jaskółcze gniazdo”, kryta pływalnia, otwarty basen, kryte sztuczne lodowisko, wykorzystywane następnie jako Hala Jaskółka, po wyburzeniu której powstała sportowo-widowiskowa Arena Jaskółka Tarnów, stadion lekkoatletyczny, plac zabaw dla dzieci i ćwiczeń fizycznych; funkcjonował również niewielki ogród zoologiczny, przeniesiony w 1969 do parku na ulicę Topolową.
CSM dysponuje zapleczem, umożliwiającym organizację różnorodnych wydarzeń kulturalnych, obejmującym:
- Salę widowiskową – przystosowaną do koncertów, spektakli teatralnych i seansów filmowych (dla 581 osób i 3 osób z niepełnosprawnością[31]),
- Salę kameralną – wykorzystywaną do seansów filmów artystycznych i spotkań z artystami,
- Przestrzeń wystawienniczą – wewnątrz i na zewnętrz budynku,
- Antresolę z widownią i tarasem – przystosowaną do koncertów i spotkań tematycznych,
- Kino – działające jako Kino Millennium, wykorzystujące dwie sale kinowe,
- Sale baletowe – będące miejscem spotkań tarnowskiego Ogniska Baletowego,
- Pracownie artystyczne – z wyposażeniem do prowadzenia zajęć warsztatowych[32].

Budynek Centrum Sztuki Mościce jest dostosowany do potrzeb osób z niepełnosprawnościami.
- Ruchowo: bezprogowe ciągi komunikacyjne i przystosowana winda.
- Wzrokowo: plany obiektu z tyflografikami i alfabetem Braille’a, eksponaty podpisane dużą czcionką i z audiodeskrypcją.
- Słuchowo: tłumaczenia na język migowy, polskie napisy do filmów, pętla indukcyjna w salach kinowych oraz zapowiedzi w języku migowym i z napisami.

Dzięki funduszom Unii Europejskiej w ramach Małopolskiego Regionalnego Program Operacyjnego w instytucji przeprowadzono dwie gruntowne modernizacje. Pierwsza w okresie 2008–2011, a druga w latach 2017–2018, za którą instytucja otrzymała Tytuł Modernizacja Roku 2018 w kategorii Obiekty Kultury.

## Festiwale i przeglądy
- Od pierwszej edycji (w 1987 r.) do czwartej edycji w ZDK odbywała się, zainicjowana tu, Tarnowska Nagroda Filmowa[35][36]
- Festiwal Teatrów Tańca SCENA OTWARTA[37][38]
- GÓRNOLOTNI – spotkania ludzi gór[39] oraz DALEKOSIĘŻNI – letnie spotkania podróżników[40] w ramach cyklu ZA HORYZONT DOMU[41]
- Muzyczne Tarasy[42][43][44]
- Tarnowianie[45]
- FunFest[46][47]

## Nagrody
Nagrody przyznane Centrum Sztuki Mościce:
- Srebrny medal „Zasłużony Kulturze Gloria Artis”[49]
- Srebrny Medal Polonia Minor[50]
- Jubileuszowa statuetka Eugeniusza Kwiatkowskiego[51]
- Statuetka Jana Wnęka[52]
- Tytuł Modernizacja Roku 2018 w kategorii „Obiekty Kultury” – Modernizacja Sali Widowiskowej Centrum Sztuki Mościce Instytucja Kultury Województwa Małopolskiego[53]
- Nagroda im. Jana Szczepanika[54]
- Nagroda Samorządu Województwa Małopolskiego za zachowanie tożsamości społecznej i kulturowej w projektach MRPO[55]
- Srebrna Róża TEMI za najlepszą w 2012 roku ofertę kulturalną w mieście[56]
- Nagroda Powiatu Tarnowskiego[57]

## Zespoły
Przy CSM działa Zespół Pieśni i Tańca „Świerczkowiacy”. Repertuar grupy obejmuje tańce, pieśni i obrzędy ludowe z różnych regionów Polski, ze szczególnym uwzględnieniem tradycji małopolskich. „Świerczkowiacy” wykonują m.in. tańce krakowskie, rzeszowskie, śląskie, lubelskie oraz podhalańskie. Członkowie zespołu występują w tradycyjnych strojach ludowych, które są wiernymi rekonstrukcjami ubiorów z różnych regionów Polski. Zespół korzysta także z tradycyjnych instrumentów ludowych, takich jak skrzypce, akordeon, czy kontrabas.
Zespół Pieśni i Tańca „Świerczkowiacy” składa się z kilku grup wiekowych, w tym dziecięcej, młodzieżowej i dorosłej, a w jego skład wchodzą tancerze, śpiewacy i muzycy.
Zespół Świerczkowiacy powstał w 1963 roku z inicjatywy grupy entuzjastów folkloru, którzy chcieli zachować i popularyzować tradycyjne tańce, pieśni oraz obrzędy ludowe z regionu Małopolski. Pierwotnie działał jako grupa amatorska przy Zakładach Azotowych (obecnie Grupa Azoty) w Tarnowie. Później zyskał status zespołu działającego w ramach Mościckiej Fundacji Kultury, a obecnie po restrukturyzacjach instytucji funkcjonuje jako grupa działającej w Centrum Sztuki Mościce Instytucji Kultury Województwa Małopolskiego.
„Świerczkowiacy” są laureatami ponad trzydziestu nagród i wyróżnień.
Zespół jest certyfikowanym członkiem Międzynarodowego Stowarzyszenia CIOFF.
Podczas Gali Jubileuszu 60-lecia od Ministra Kultury i Dziedzictwa Narodowego zespół otrzymał Srebrny Medal „Zasłużony Kulturze Gloria Artis”.